# Pinar del Río
Pinar del Río város Kuba szigetének nyugati szélén, Havannától kb. 170 km-re DNy-ra. Az azonos nevű tartomány székhelye.
A város és a tartomány úgy ismert, mint a világ legjobb fekete dohányának hazája. Ipara szivaron kívül gyógyszert és bútort gyárt.
Környékének változatos tája kiváló célpont az ökoturizmus kedvelői számára.

## Látnivalók
- Palacio Guasch (palota)
- Teatro José Jacinto Milanés (színház)
- Fábrica de Tabacos (dohánygyár)
- Jardín Botánico (botanikus kert)

Óvárosában az eklektikus építészet remekeit csodálhatjuk meg, a pasztellszínű házakkal és tornácaikkal, melyek szinte végtelen galériát alkotnak.
A várostól 20 km-re északra a Viñales-völgy Kuba egyik leggyönyörűbb része.

## Nevezetes emberek
- Danys Báez - egykori Major League Baseball játékos
- Mario Bencomo - festő
- René Capo - sportoló (cselgáncs)
- Yoel Romero - sportoló (birkózás)
- Willy Chirino - énekes
- Sen Dog - a Cypress Hill tagja
- Dagoberto Valdés Hernández - író
- Yunieski Gonzalez - boxoló
- Yunesky Maya - a Washington Nationals játékosa
- Polo Montañez - énekes
- Tony Oliva -  Minnesota Twins baseballcsapat egykori játékosa
- Rudy Pérez - zeneszerző
- Alexei Ramírez -  Chicago White Sox baseballcsapat játékosa
- Gonzalo Rubalcaba - zongoraművész
- Eduardo Zamacois, (1873 – 1971) spanyol regényíró

## Fordítás
- Ez a szócikk részben vagy egészben  a   Pinar del Río című angol Wikipédia-szócikk fordításán alapul.  Az eredeti cikk szerkesztőit annak laptörténete sorolja fel. Ez a jelzés csupán a megfogalmazás eredetét és a szerzői jogokat jelzi, nem szolgál a cikkben szereplő információk forrásmegjelöléseként.